# Circonscription de Nouvelle-Calédonie (1986-1988)
Pour les articles homonymes, voir Circonscription de Nouvelle-Calédonie.
La circonscription  de Nouvelle-Calédonie a permis d'élire deux députés représentant le territoire d'outre-mer (TOM) de Nouvelle-Calédonie à la proportionnelle entre 1986 et 1988. Avant cette date, elle est divisée en une première et une deuxième circonscription. Le redécoupage électoral de 1986 et le retour à un scrutin uninominal majoritaire à deux tours à partir des élections législatives de 1988 permettent la naissance d'une première et d'une deuxième circonscription, différentes des précédentes.

## Description géographique et démographique
La circonscription comprend l'ensemble du TOM de Nouvelle-Calédonie soit, à l'époque, trente-deux communes : Nouméa, Mont-Dore, Dumbéa, Païta, Boulouparis, La Foa, Moindou, Sarraméa, Farino, Bourail, Poya, Pouembout, Koné, Voh, Kaala-Gomen, Koumac, Poum, Belep, Ouégoa, Pouébo, Hienghène, Touho, Poindimié, Ponérihouen, Houaïlou, Canala, Thio, Yaté, l'île des Pins, Maré, Lifou et Ouvéa.  
La population néo-calédonienne évolue ainsi :
- 1983 : 145 368 habitants (dont 60 112 à Nouméa)
- 1989 : 164 173 habitants (dont 65 110 à Nouméa)

## Description politique
Il s'agit de la première (et à ce jour la seule) circonscription proportionnelle pour représenter la Nouvelle-Calédonie à l'Assemblée nationale. À cette époque, le Territoire connaît de vives tensions politiques, sociales et ethniques entre partisans et opposants à une « indépendance kanak et socialiste », donnant lieu à de fréquents affrontements durant la période dite des « Évènements ». Les anti-indépendantistes de droite, surtout représentés par le Rassemblement pour la Calédonie dans la République (RPCR) du député sortant Jacques Lafleur, sont électoralement majoritaires sur l'ensemble de l'archipel, et tout particulièrement à Nouméa et ses environs (la Région Sud du statut de 1985) et sur une grande partie de la côte Ouest rurale de la Grande Terre (surtout la moitié ouest de la Région Centre). Les indépendantistes du Front de libération nationale kanak et socialiste (FLNKS) du président de la Région Nord Jean-Marie Tjibaou s'est engagé dans une stratégie de lutte, même s'il a accepté de participer aux élections régionales de 1985, et a appelé à boycotter les législatives de 1986. Le vote indépendantiste est minoritaire sur l'ensemble de l'archipel, mais majoritaire au sein de la population kanak et dans les Régions Nord, des Îles Loyauté et la moitié est de la Région Centre. En son sein, une aile modérée légaliste continue à participer à chaque scrutin, à travers surtout deux mouvements issus de dissidences de composantes du FLNKS : Libération kanak socialiste (LKS) du grand-chef de Guahma sur l'île de Maré Nidoïsh Naisseline, venu du Parti de libération kanak (Palika) ; et le Parti fédéraliste kanak (PFK), partisan de la création d'un État fédéral associé à la France qui prendrait le nom d'Opao et dirigé par un ancien proche de Jean-Marie Tjibaou au sein de l'Union calédonienne (UC), Gabriel Païta.

## Liste des députés
| Date d'élection | Identité                      | Parti     | Qualité | Suppléants                           |
| --------------- | ----------------------------- | --------- | ------- | ------------------------------------ |
| 1986            | Jacques Lafleur Maurice Nénou | RPCR, RPR |         | Bernard Herpin (FN) Simon Loueckhote |

## Historique des élections

### Élection du 16 mars 1986
| Tête de liste Second de liste | Liste Parti politique                                                                            | Liste Parti politique                                                                            | Tour unique | Tour unique | Sièges |
| Tête de liste Second de liste | Liste Parti politique                                                                            | Liste Parti politique                                                                            | Voix        | %           | Sièges |
| --- | ------------------------------------------------------------------------------------------------ | ------------------------------------------------------------------------------------------------ | ----------- | ----------- | ------ |
| Jacques Lafleur (RPCR, sortant) Maurice Nénou (RPCR)                                                                                | Liste RPCR et d'Union loyaliste Rassemblement pour la Calédonie dans la République (RPR-UDF-FN)  | Liste RPCR et d'Union loyaliste Rassemblement pour la Calédonie dans la République (RPR-UDF-FN)  | 39 677      | 88,53       | 2      |
| Gabriel Païta (PFK) Jacques Lalié (LKS)                                                                                             | « Union des indépendantistes » Parti fédéraliste kanak - Libération kanak socialiste (proche PS) | « Union des indépendantistes » Parti fédéraliste kanak - Libération kanak socialiste (proche PS) | 3 985       | 8,89        | 0      |
| François Néoeré Jean-Pierre Mignot                                                                                                  | « Vérité, fraternité, vivre français » Front national diss.                                      | « Vérité, fraternité, vivre français » Front national diss.                                      | 1 155       | 2,58        | 0      |
| Inscrits 90 578 (100,00 %) Abstentions 44 941 (49,61 %) Votants 45 637 (50,38 %) Blancs/nuls 820 (1,80 %) Exprimés 44 817 (98,20 %) |                                                                                                  |                                                                                                  |             |             |        |
| Source : « Un demi-siècle de législatives en Nouvelle-Calédonie », Les Nouvelles calédoniennes, 6 juin 2002                         |                                                                                                  |                                                                                                  |             |             |        |